# John Harvey Kellogg

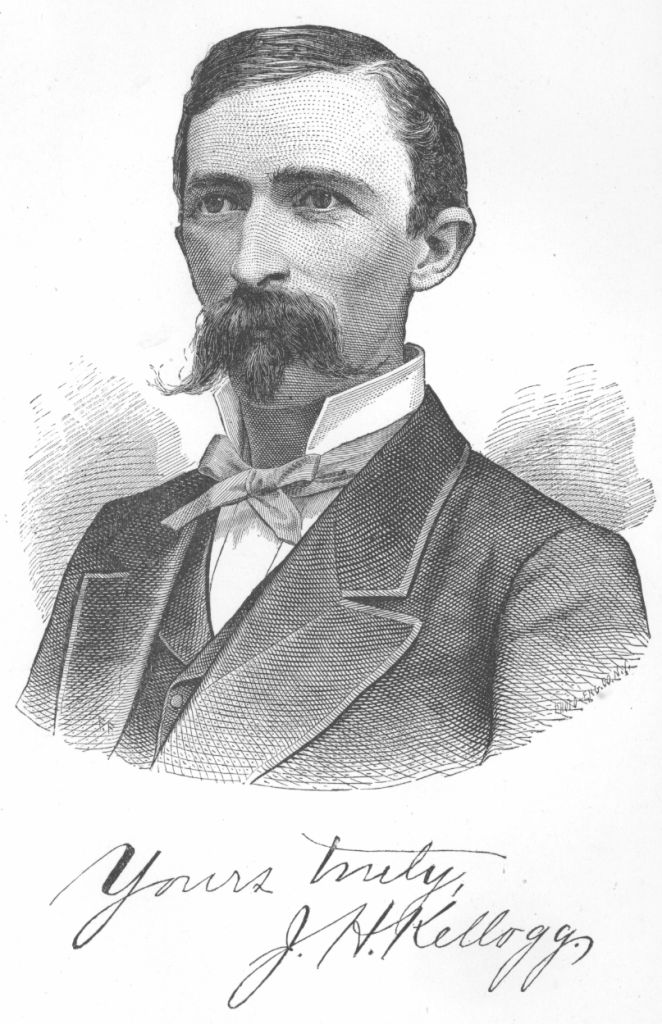
John Harvey Kellogg

John Harvey Kellogg (* 26. Februar 1852 im Tyrone Township, Michigan; † 14. Dezember 1943 in Battle Creek, Michigan) war ein US-amerikanischer Arzt, einer der Erfinder der Erdnussbutter und gilt zusammen mit seinem Bruder Will Keith Kellogg als Erfinder der Cornflakes. Er schrieb etliche Bücher zu Gesundheitsfragen und Ernährung und leitete ein eigenes Sanatorium. Gemeinsam mit seinem Bruder Will gründete er die Sanitas Food Company, die ab 1897 Kellogg’s Cornflakes herstellte.

## Biografie

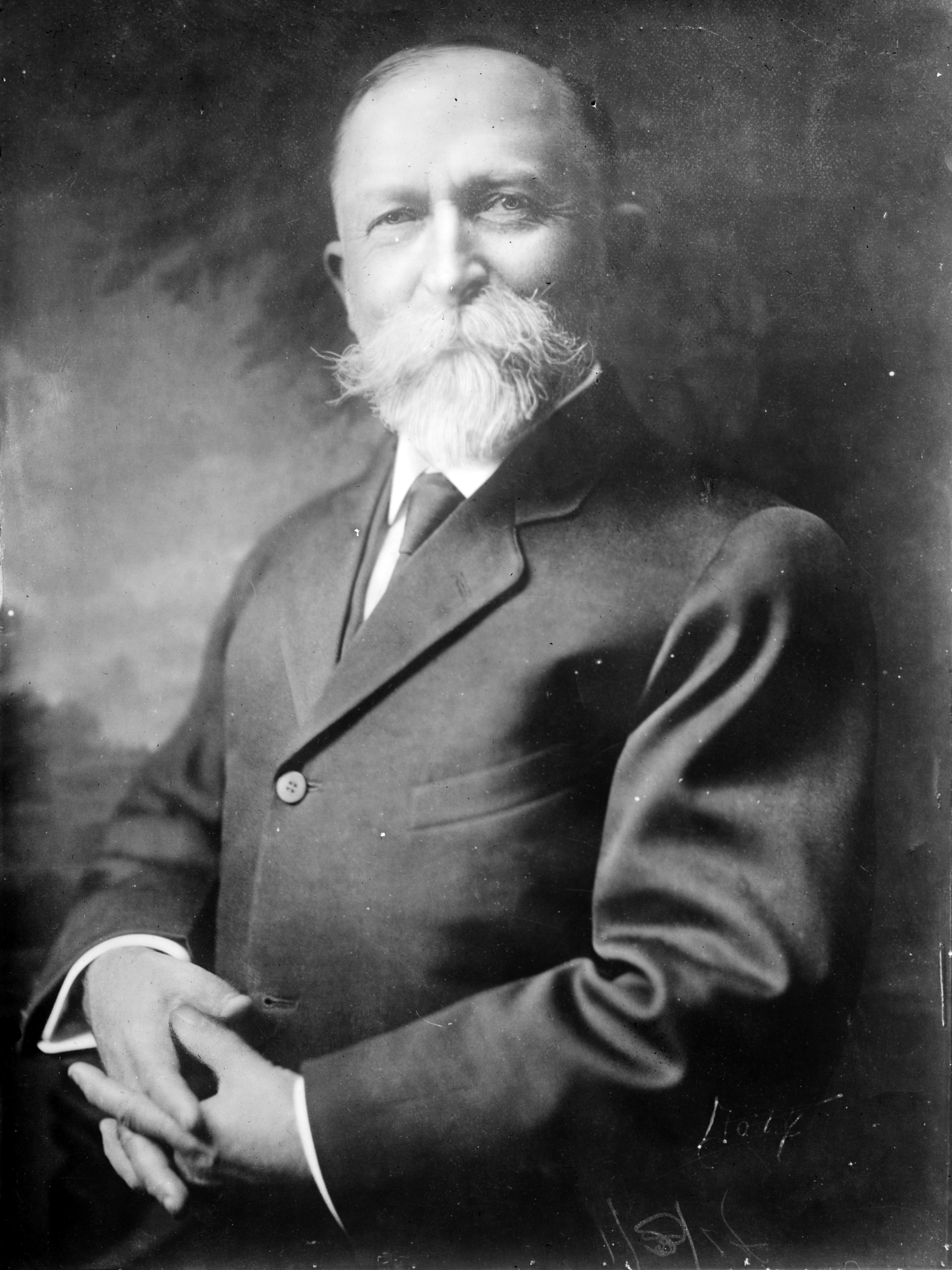
J. H. Kellogg um 1910

Kellogg wurde als Sohn des Farmers John Preston Kellogg und von Ann Janette Stanley geboren. Die Eltern gehörten zur protestantischen Freikirche der Siebenten-Tags-Adventisten und hatten angeblich 16 Kinder, von denen 8 früh starben. Sein Vater hatte bereits fünf Kinder aus erster Ehe. Etwa 1856 zog die Familie nach Battle Creek, dem damaligen Hauptquartier dieser Freikirche. Dort führte sie einen kleinen Laden und eine Besenbinderei. Nach dem Schulabschluss wollte Kellogg zunächst Lehrer werden, und mit 16 Jahren unterrichtete er ein Jahr lang im Ort Hastings in Michigan. Danach besuchte er jedoch die High School in Battle Creek und 1872 ein Unterrichtsprogramm für Lehrer am Michigan State Normal College in Ypsilanti.
Die Adventisten, die die akademische Medizin der Zeit ablehnten, finanzierten mehreren jungen Mitgliedern eine medizinische Ausbildung, darunter auch Kellogg. Er absolvierte einen fünfmonatigen Kurs bei Russell Trall, einem Alternativmediziner in Florence Heights (New Jersey). Danach besuchte Kellogg die University of Michigan Medical School und dann das New York University Medical College in New York City. Das Studium wurde bezahlt von dem Ehepaar James und Ellen White, beide Gründungsmitglieder der Adventisten; sie besaßen das 1866 gegründete Health Reforme Institute in Battle Creek. 1875 erwarb Kellogg den Doktortitel als Mediziner und übernahm kurz darauf die ärztliche Leitung des Instituts.
Ab 1874 war Kellogg auch der Herausgeber des monatlich erscheinenden Adventisten-Magazins Health Reformer (Gesundheitsreformer), in dem er zahlreiche eigene Artikel veröffentlichte. 1879 änderte er den Namen in Good Health (Gute Gesundheit). 1874 veröffentlichte Kellogg sein erstes Buch mit dem Titel Proper Diet for Man (Die richtige Ernährung für Menschen), in dem er eine vegetarische Ernährung propagierte. 1877 folgte das Buch Plain Facts about Sexual Life (Einfache Fakten über das Sexualleben). In den folgenden Jahren hielt er außerdem zahlreiche Vorträge über Gesundheit und Ernährung.
1879 heiratete er Ella Ervina Eaton (1853–1920). Nach seinen eigenen Angaben wurde diese Ehe nie sexuell vollzogen; in seinen Schriften setzte er sich für grundsätzliche sexuelle Enthaltsamkeit ein. Folglich hatte das Paar keine leiblichen Kinder und lebte auch in getrennten Wohnungen, nahm aber im Laufe der Zeit insgesamt über 40 Kinder in die „Familie“ auf, von denen sieben auch adoptiert wurden.
Obwohl Kellogg als Adventist erzogen worden war und sich sein ganzes Leben lang zu den Prinzipien und Glaubensinhalten dieser Freikirche bekannte, kam es zu einem Konflikt, der im Jahre 1907 zu seinem Ausschluss als Mitglied führte. Er hatte 1903 ein Buch mit dem Titel Living Temple (Lebendiger Tempel) veröffentlicht, dessen Inhalt angeblich nicht mit den Ansichten der Kirche vereinbar war. Daraufhin führte Kellogg das Sanatorium unabhängig von den Adventisten in eigener Regie weiter.

## Battle Creek Sanatorium
In Battle Creek (Michigan) übernahm Kellogg 1876 das Health Institute von Ellen White und benannte es um in Sanatorium. Zu diesem Zeitpunkt stand es wegen geringer Belegung vor der Schließung. Kellogg widmete sich in dem Sanatorium so genannten holistischen (ganzheitlichen) Methoden unter besonderer Betonung von vegetarischer Ernährung, Hydrotherapie, Einläufen und Leibesübungen. Er war – wie die führenden Köpfe der Siebenten-Tags-Adventisten – ein Anhänger der so genannten Natural Hygiene, die die Methoden der Medizin grundsätzlich ablehnte. Unter Kelloggs Leitung wurde das Sanatorium bekannt und verfügte um 1900 über 700 Betten.
Diese alternativmedizinische Richtung entwickelte verschiedene Theorien über die Entstehung von Krankheiten und die Bedingungen für Gesundheit. Eine wesentliche Theorie war die von der Selbstvergiftung des Körpers (Toxämie). Kellogg war überzeugt, dass 90 Prozent aller Krankheiten letztlich von Magen und Darm ausgingen, ausgelöst durch falsche Ernährung und falsche Lebensweise. „Falsch“ waren nach seiner Ansicht das Essen von Fleisch, der Genuss von Alkohol und Kaffee, das Rauchen, Gewürze und das Ausleben von Sexualität. Diese falsche Lebensweise führe zur Entstehung von giftigen Substanzen im Darm und in der Folge zur allgemeinen Schwächung des Körpers.
Folglich verordnete Kellogg seinen Patienten im Sanatorium eine strikte vegetarische Diät, ergänzt durch die von ihm erfundenen Cornflakes und tägliche Einläufe zur Darmreinigung; dem Wasser wurde teilweise Joghurt zugesetzt, der die Darmflora günstig beeinflussen sollte. In hartnäckigen Fällen entfernte er einen Teil des Darms. Falls all diese Maßnahmen nicht den gewünschten Heilungserfolg zeigten, machte Kellogg oftmals heimliche Masturbation des betreffenden Patienten dafür verantwortlich. Allein 97 Seiten seines 664-seitigen Werkes über Sexualität mit dem Titel Plain Facts for Old and Young sind der Selbstbefriedigung beziehungsweise deren Verhütung gewidmet, die er the secret vice („die heimliche Sünde“) nannte.

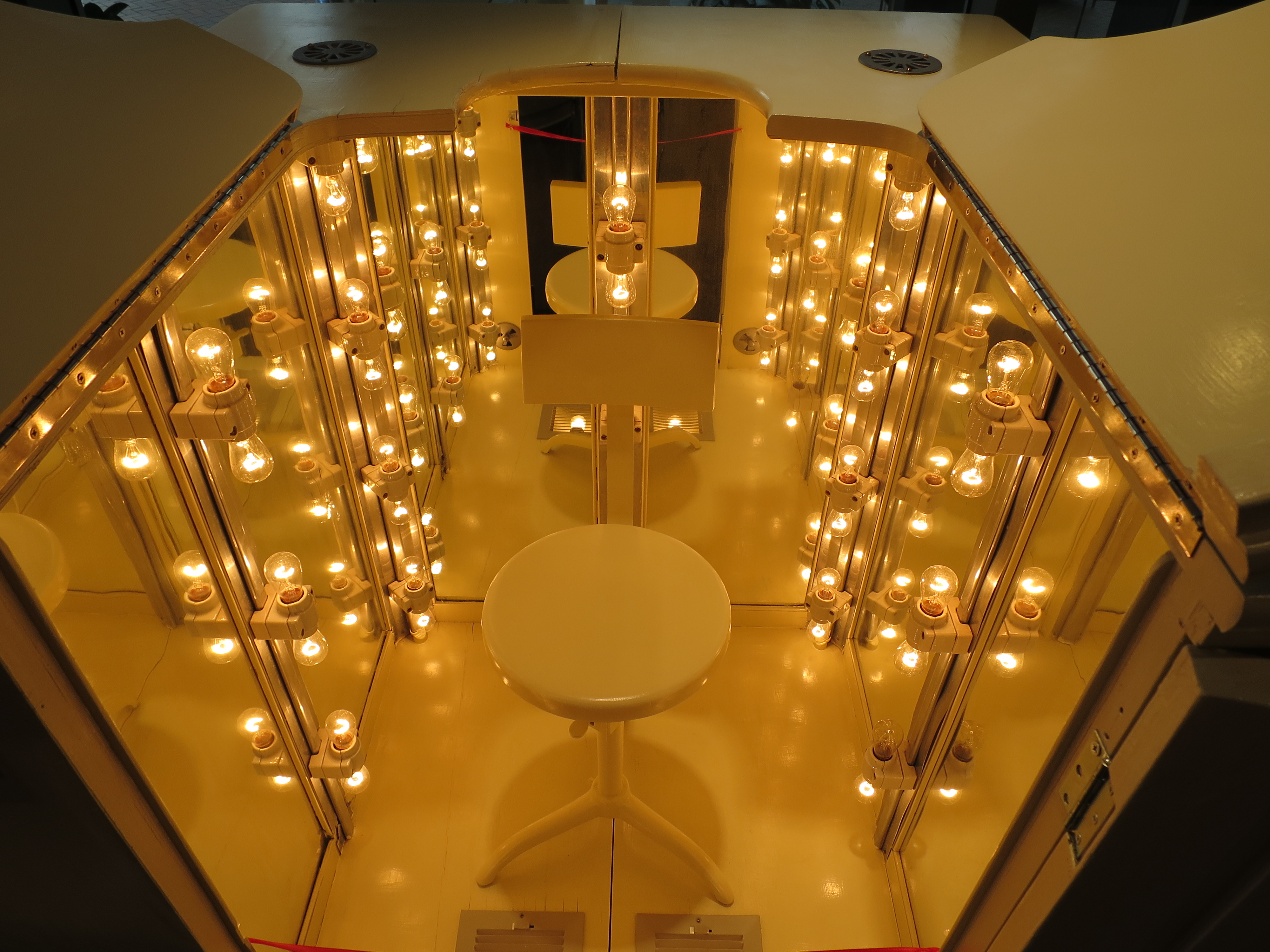
Kelloggs Electric Light Bath

1891 präsentierte er sein Electric Light Bath – die weltweit erste Infrarotwärmekabine. 1894 erfolgte durch Kellogg erstmals die Anwendung des elektrischen Glühlichts in der Therapie.
Kellogg war überzeugt, dass Zahnschäden und Verstopfung vor allem auf ungenügendes Kauen zurückzuführen seien. So unterwies er seine Patienten darin, gründlich zu kauen, wofür er zunächst Zwieback benutzte. 1878 erfand er Granula, zweifach gebackenes Vollkorn, das sich zum heutigen Granola oder Knuspermüsli entwickelte. Ab 1894 entwickelte er zusammen mit seinem Bruder Will Keith Kellogg ein bissfestes Weizenprodukt, später bekannt als Cornflakes.
Die ersten Cornflakes kamen in seinem Krankenhaus am 7. März 1897 auf den Tisch. Zu den Anwendungen im Sanatorium gehörten auch Bäder in kaltem Wasser mit Radium-Zusatz sowie der Einsatz eines „Vibrationsstuhls“, den Kellogg erfunden hatte. Die Erfolgsquote der Kuren in Battle Creek war nach seinen Angaben sehr hoch; Kritikern zufolge wurden Schwerkranke jedoch gar nicht erst aufgenommen. Die meisten Patienten litten unter Übergewicht und Verstopfung.
Das Sanatorium wurde auch von einigen prominenten Patienten aufgesucht, darunter von Henry Ford,  der Schauspielerin Sarah Bernhardt, Thomas Alva Edison und der Pilotin Amelia Earhart. Um 1920 kamen jährlich etwa 1200 Patienten. Kellogg übernahm sich jedoch finanziell durch eine bauliche Erweiterung im Jahr 1927, und als infolge der Great Depression Anfang der 1930er Jahre deutlich weniger Gäste nach Battle Creek kamen, musste er das Sanatorium 1938 schließen. Zu diesem Zeitpunkt hatte er drei Millionen Dollar Schulden.
Der 1993 erschienene Roman The Road to Wellville von T. C. Boyle ist eine fiktionale satirische Geschichte über Kellogg und sein Sanatorium. Das Buch wurde unter der Regie von Alan Parker unter dem Titel Willkommen in Wellville verfilmt und kam 1994 in die Kinos. In der Hauptrolle ist Anthony Hopkins als Kellogg zu sehen.

## Cornflakes und andere Produkte
1897 gründeten John Harvey und Will Kellogg die Sanitas Food Company in Battle Creek, die die bekannten Cornflakes produzierte. Zu dieser Zeit war in den USA ein üppiges Frühstück nach englischer Art üblich mit Speck und Ei sowie Porridge. Nachdem Will Keith 1906 begann, seinen Cornflakes Zucker hinzuzufügen, zerstritten sich die Brüder darüber und sprachen nie mehr miteinander. Will gründete seine eigene Firma, die Battle Creek Toasted Corn Flake Company, die später zur Kellogg Company wurde. John Harvey Kellogg widmete sich nun auch der Produktion und Vermarktung von Sojaprodukten durch die Battle Creek Food Company. Außerdem entwickelte er Ersatzprodukte für Kaffee und für Fleisch, eines davon mit dem Geschmack von Beefsteak.

## Kelloggs Ansichten über Sexualität
Zu seinen Lebzeiten wurde er als Vorkämpfer für Gesundheit und sexuelle Enthaltsamkeit angesehen. Ganz entschieden lehnte er auch die Masturbation ab, die er für diverse Krankheiten verantwortlich machte und an der Kinder systematisch gehindert werden müssten. Kellogg empfahl auch drastische Methoden und die routinemäßige Beschneidung kleiner Jungen, da die so erhöhte Unempfindlichkeit der Eichel von der Selbstbefriedigung abhalte.

„Ein Mittel gegen Masturbation, welches bei kleinen Jungen fast immer erfolgreich ist, ist die Beschneidung. Die Operation sollte von einem Arzt ohne Betäubung durchgeführt werden, weil der kurze Schmerz einen heilsamen Effekt hat, besonders, wenn er mit Gedanken an Strafe in Verbindung gebracht wird. Bei Mädchen, so hat der Autor herausgefunden, ist die Behandlung der Klitoris mit unverdünnter Karbolsäure (Phenol) hervorragend geeignet, die unnatürliche Erregung zu mindern.“

Kellogg lebte nach eigener Aussage sexuell völlig enthaltsam. Er begann aber jeden Tag mit einem Einlauf, eine Gewohnheit, die von einigen Psychologen als Klismaphilie (sexueller Lustgewinn durch Einläufe) eingestuft wird. Er wäre demnach ein Mensch, der seine gesamte Sexualität auf das Empfangen und Verabreichen von Einläufen richtete. Carrie McLaren schreibt in einem kritischen Artikel über Kellogg: “It’s quite likely, though, that the doctor was in some way dysfunctional (…). After breakfast every morning, he had an orderly give him an enema. This may mean he had klismaphilia, an anomaly of sexual functioning traceable to childhood in which an enema substitutes for regular sexual intercourse.” (übersetzt: Es ist wahrscheinlich, dass der Doktor (Kellogg, erg.) in gewisser Weise dysfunktional war (…) Jeden Morgen nach dem Frühstück ließ er sich von einem Angestellten einen Einlauf verabreichen. Das könnte bedeuten, dass er eine Klismaphilie hatte, eine Abweichung sexuellen Verhaltens (…), bei dem der Einlauf den Geschlechtsverkehr ersetzt.)

## Publikationen (Auswahl)
- Plain Facts for Old and Young: Embracing the Natural History ad Hygiene of Organic Life (1877)
- Treatments for Self-Abuse and its Effects, Plain Facts for Old and Young (1888)
- Ladies Guide in Health and Disease (1893)
- The Art of Massage (1895)
- Rational Hydrotherapy (1903)
- Needed – A New Human Race (1914)
- The Eugenics Registry (1915)
- Autointoxination or Intestinal Toxemia (1922)
- Tobaccoism or How Tobacco kills (1923)
- New Dietetics: A Guide to Scientific Feeding in Health and Disease (1927)

## Zitate
- A dead cow or sheep lying in a pasture is recognized as carrion. The same sort of a carcass dressed and hung up in a butcher’s stall passes as food. (Eine tote Kuh oder ein totes Schaf auf einer Weide wird als Aas betrachtet. Derselbe Kadaver im Geschäft eines Metzgers gilt als Nahrungsmittel.)
- Is God a man with two arms and legs like me? Does He have eyes, a head? Does He have bowels? Well I do, and that makes me more wonderful than He is! (Ist Gott ein Mensch mit zwei Armen und Beinen wie ich? Hat er Augen, einen Kopf? Hat er einen Darm? Nun, ich schon, und deshalb bin ich wundervoller als er!)